# 자스타바 코랄

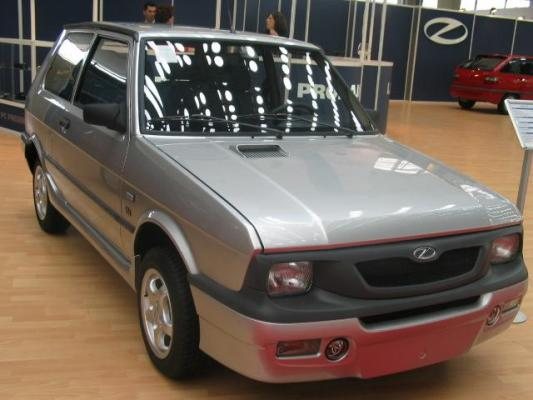
자스타바 코랄

자스타바 코랄은 1980년 옛 유고슬라비아의 자스타바 사에서 개발한 자동차이다.
이 자동차는 유고라는 이름으로도 불리었다. 게다가 이 차는 저렴한 가격과 높은 연비로 구 유고슬라비아 현지에서 큰 인기를 끌었으며 튀니지, 레바논, 이집트, 리비아 등 중동, 북아프리카의 아랍 국가들에도 수출되었고 말콤 브릭클린이라는 한 미국인 사업가에 의해 1985년 미국에도 수출되기도 했었는데 다른 서방제 자동차들보다 현격히 떨어지는 품질과 성능, 안전성 문제 등으로 인해 크게 성공하지 못했다. 게다가 1990년대 발발한 유고슬라비아 전쟁으로 전쟁중인 유고슬라비아 세르비아 공화국에 대한 미국과 국제사회 여러 국가들의 경제재제로 해외수출이 중단되기도 했으며 생산공장이 전쟁 와중에 NATO 공군의 공습으로 생산공장이 파괴되는 등 내리막길을 걷게 되었다. 게다가 전쟁 종전 후 유고에 대한 경제 재제가 해체된 뒤에도 외국에서 도태차량이라는 인식이 생겨나면서 수출 재개에도 실패하여 사실상 국내 내수용 자동차로 전락하고 말았다. 결국 자스타바는 2008년 코랄 생산을 중단하고 말았다.
비록 생산이 중단된 차종이지만 세르비아나 크로아티아, 보스니아 헤르체고비나, 슬로베니아, 마케도니아등 옛 유고슬라비아에 속해있던 수많은 국가들에서는 아직도 운행중인 차종이다.